# Wewoka
Wewoka és una ciutat dels Estats Units a l'estat d'Oklahoma. Segons el cens del 2000 tenia 3.562 habitants.

## Demografia
Segons el cens del 2000, Wewoka tenia 3.562 habitants, 1.390 habitatges, i 884 famílies. La densitat de població era de 284,2 habitants per km².
Dels 1.390 habitatges en un 30,1% hi vivien nens de menys de 18 anys, en un 40% hi vivien parelles casades, en un 19% dones solteres, i en un 36,4% no eren unitats familiars. En el 33,4% dels habitatges hi vivien persones soles el 18,3% de les quals corresponia a persones de 65 anys o més que vivien soles. El nombre mitjà de persones vivint en cada habitatge era de 2,45 i el nombre mitjà de persones que vivien en cada família era de 3,14.
Per edats la població es repartia de la següent manera: un 27,8% tenia menys de 18 anys, un 9,4% entre 18 i 24, un 23,4% entre 25 i 44, un 19,5% de 45 a 60 i un 19,8% 65 anys o més.
L'edat mediana era de 37 anys. Per cada 100 dones de 18 o més anys hi havia 80,4 homes.
La renda mediana per habitatge era de 19.490 $ i la renda mediana per família de 27.130 $. Els homes tenien una renda mediana de 22.467 $ mentre que les dones 17.670 $. La renda per capita de la població era de 12.039 $. Entorn del 26,6% de les famílies i el 29,8% de la població estaven per davall del llindar de pobresa.

## Poblacions més properes
El següent diagrama mostra les poblacions més properes.